# Ичётуйское сельское поселение
Се́льское поселе́ние «Ичётуйское» (бур. Үшөөтэйн hомон) — муниципальное образование в Джидинском районе Бурятии Российской Федерации.
Административный центр — улус Дэдэ-Ичётуй.

## История
Статус и границы сельского поселения установлены Законом Республики Бурятия от 31 декабря 2004 года № 985-III «Об установлении границ, образовании и наделении статусом муниципальных образований в Республике Бурятия»

## Население
| 2002  | 2011  | 2012  | 2013  | 2014  | 2015  | 2016  |
| ----- | ----- | ----- | ----- | ----- | ----- | ----- |
| 1477  | ↘1146 | ↘1139 | ↗1142 | ↘1123 | ↘1113 | ↘1082 |
| 2017  | 2018  | 2019  | 2020  | 2021  | 2023  | 2024  |
| ↘1054 | ↘1042 | ↘1023 | ↘1015 | ↘985  | ↘962  | ↘937  |

## Состав сельского поселения
| № | Населённый пункт | Тип населённого пункта       | Население |
| - | ---------------- | ---------------------------- | --------- |
| 1 | Дэдэ-Ичётуй      | улус, административный центр | ↘937      |